# Herb Alpert/Diskografie
Diese Diskografie ist eine Übersicht über die musikalischen Werke des US-amerikanischen Trompeters Herb Alpert. Den Schallplattenauszeichnungen zufolge hat er bisher mehr als 9,9 Millionen Tonträger verkauft, davon alleine in seiner Heimat über 9,5 Millionen. Seine erfolgreichste Veröffentlichung ist das Album Rise mit über 1,1 Millionen verkauften Einheiten.

## Alben

### Studioalben
| Jahr | Titel Musiklabel Katalog-Nr.              | Höchstplatzierung, Gesamtwochen, AuszeichnungChartplatzierungen (Jahr, Titel, Musiklabel Katalog-Nr., Platzierungen, Wochen, Auszeichnungen, Anmerkungen) | Höchstplatzierung, Gesamtwochen, AuszeichnungChartplatzierungen (Jahr, Titel, Musiklabel Katalog-Nr., Platzierungen, Wochen, Auszeichnungen, Anmerkungen) | Höchstplatzierung, Gesamtwochen, AuszeichnungChartplatzierungen (Jahr, Titel, Musiklabel Katalog-Nr., Platzierungen, Wochen, Auszeichnungen, Anmerkungen) | Höchstplatzierung, Gesamtwochen, AuszeichnungChartplatzierungen (Jahr, Titel, Musiklabel Katalog-Nr., Platzierungen, Wochen, Auszeichnungen, Anmerkungen) | Höchstplatzierung, Gesamtwochen, AuszeichnungChartplatzierungen (Jahr, Titel, Musiklabel Katalog-Nr., Platzierungen, Wochen, Auszeichnungen, Anmerkungen) | Anmerkungen |
| Jahr | Titel Musiklabel Katalog-Nr.              | DE | AT | UK | US | R&B | Anmerkungen |
| ---- | ----------------------------------------- | --- | --- | --- | --- | --- | --- |
| 1962 | The Lonely Bull A&M 101                   | — | — | — | US10 Gold · (157 Wo.)US | — | Erstveröffentlichung: Dezember 1962 mit The Tijuana Brass Produzenten: Herb Alpert, Jerry Moss                                 |
| 1965 | South of the Border A&M 108               | — | — | — | US6 Gold · (163 Wo.)US | — | Erstveröffentlichung: Oktober 1964 mit The Tijuana Brass Produzenten: Herb Alpert, Jerry Moss                                  |
| 1965 | Whipped Cream & Other Delights A&M 410    | DE24 (24 Wo.)DE | — | UK21 (22 Wo.)UK | US1 Gold · (185 Wo.)US | — | Erstveröffentlichung: April 1965 mit The Tijuana Brass Produzenten: Herb Alpert, Jerry Moss                                    |
| 1965 | !!Going Places!! A&M 4112                 | DE28 (4 Wo.)DE | — | UK4 (144 Wo.)UK | US1 Gold · (164 Wo.)US | — | Erstveröffentlichung: Oktober 1965 mit The Tijuana Brass Produzenten: Herb Alpert, Jerry Moss                                  |
| 1966 | Volume 2 (US) / Early Alpert (UK) A&M 103 | — | — | — | US17 Gold · (56 Wo.)US | — | Erstveröffentlichung: Dezember 1963 mit The Tijuana Brass Produzenten: Herb Alpert, Jerry Moss                                 |
| 1966 | What Now My Love A&M 4114                 | DE11 (32 Wo.)DE | — | UK18 (17 Wo.)UK | US1 Gold · (129 Wo.)US | — | Erstveröffentlichung: 9. Mai 1966 mit The Tijuana Brass Produzenten: Herb Alpert, Jerry Moss                                   |
| 1966 | S. R. O. A&M 119                          | DE3 (28 Wo.)DE | — | UK5 (26 Wo.)UK | US2 Gold · (85 Wo.)US | — | Erstveröffentlichung: November 1966 mit The Tijuana Brass Produzenten: Herb Alpert, Jerry Moss                                 |
| 1967 | Sounds Like … A&M 4124                    | DE34 (12 Wo.)DE | — | UK21 (10 Wo.)UK | US1 Gold · (53 Wo.)US | — | Erstveröffentlichung: 1. Mai 1967 mit The Tijuana Brass Produzenten: Herb Alpert, Jerry Moss                                   |
| 1967 | Herb Alpert’s Ninth A&M 4134              | DE9 (44 Wo.)DE | — | UK26 (9 Wo.)UK | US4 Gold · (49 Wo.)US | — | Erstveröffentlichung: 8. Dezember 1967 mit The Tijuana Brass Produzenten: Herb Alpert, Jerry Moss                              |
| 1968 | The Beat of the Brass A&M 4146            | DE23 (16 Wo.)DE | — | UK4 (21 Wo.)UK | US1 Gold · (54 Wo.)US | — | Erstveröffentlichung: April 1968 mit The Tijuana Brass Produzenten: Herb Alpert, Jerry Moss                                    |
| 1969 | Warm A&M 4190                             | — | — | UK30 (4 Wo.)UK | US28 Gold · (26 Wo.)US | — | Erstveröffentlichung: Juni 1969 mit The Tijuana Brass Produzenten: Herb Alpert, Jerry Moss                                     |
| 1969 | The Brass Are Comin’ A&M 4228             | DE39 (4 Wo.)DE | — | UK40 (1 Wo.)UK | US30 (20 Wo.)US | — | Erstveröffentlichung: Oktober 1969 mit The Tijuana Brass Produzenten: Herb Alpert, Jerry Moss                                  |
| 1971 | Summertime A&M 4314                       | — | — | — | US111 (10 Wo.)US | — | Erstveröffentlichung: Juli 1971 mit The Tijuana Brass Produzenten: Herb Alpert, Jerry Moss                                     |
| 1974 | You Smile: The Song Begins A&M 3620       | — | — | — | US66 (11 Wo.)US | — | Erstveröffentlichung: Mai 1974 mit The Tijuana Brass Produzent: Herb Alpert                                                    |
| 1975 | Coney Island A&M 4521                     | — | — | — | US88 (10 Wo.)US | — | Erstveröffentlichung: Oktober 1975 mit The Tijuana Brass Produzent: Herb Alpert                                                |
| 1978 | Herb Albert + Hugh Masekela A&M 728       | — | — | — | US65 (19 Wo.)US | — | Erstveröffentlichung: Januar 1978 mit Hugh Masekela Produzenten: Caiphus Semenya, Herb Alpert, Stewart Levine                  |
| 1979 | Rise A&M 4790                             | — | — | UK37 Silber · (7 Wo.)UK | US6 Platin · (39 Wo.)US | R&B6 (31 Wo.)R&B | Erstveröffentlichung: September 1979 Produzenten: Herb Alpert, Randy Badazz, Andy Armer                                        |
| 1980 | Beyond A&M 3717                           | — | — | — | US28 (12 Wo.)US | R&B26 (11 Wo.)R&B | Erstveröffentlichung: Juli 1980 Produzenten: Herb Alpert, Randy Badazz, Andy Armer                                             |
| 1981 | Magic Man A&M 3728                        | — | — | — | US61 (10 Wo.)US | R&B39 (10 Wo.)R&B | Erstveröffentlichung: August 1981 Produzenten: Herb Alpert, Michael Stokes                                                     |
| 1982 | Fandango A&M 3731                         | — | — | — | US100 (26 Wo.)US | R&B52 (6 Wo.)R&B | Erstveröffentlichung: Mai 1982 Produzenten: Herb Alpert, José Quintana, Lisa Marie                                             |
| 1983 | Blow Your Own Horn A&M 4949               | — | — | — | US120 (8 Wo.)US | R&B49 (9 Wo.)R&B | Erstveröffentlichung: September 1983 Produzenten: Herb Alpert, Holland–Dozier–Holland, Randy Badazz, Andy Armer, José Quintana |
| 1984 | Bullish A&M 5022                          | — | AT15 (8 Wo.)AT | — | US75 (10 Wo.)US | — | Erstveröffentlichung: August 1984 mit The Tijuana Brass Produzenten: Herb Alpert, John Barnes, Derek Nakamoto                  |
| 1985 | Wild Romance A&M 5082                     | — | — | — | US151 (10 Wo.)US | — | Erstveröffentlichung: August 1985 Produzenten: Herb Alpert, Romeo J. Williams                                                  |
| 1987 | Keep Your Eye on Me A&M 5125              | DE55 (5 Wo.)DE | — | UK79 (3 Wo.)UK | US18 Gold · (31 Wo.)US | R&B5 (30 Wo.)R&B | Erstveröffentlichung: 13. Februar 1987 Produzenten: Herb Alpert, Jimmy Jam, Terry Lewis                                        |
| 1991 | North on South St. A&M 5345               | — | — | — | — | R&B51 (15 Wo.)R&B | Erstveröffentlichung: August 1985 Produzenten: Herb Alpert, Greg Smith, Robert Gerald, Jimmy B, Troy Staton                    |

grau schraffiert: keine Chartdaten aus diesem Jahr verfügbar
Weitere Alben
- 1968: Christmas Album (mit The Tijuana Brass, A&M 4166, US: Gold)
- 1976: Just You and Me (A&M 4591)
- 1988: Under a Spanish Moon (A&M 5209)
- 1989: My Abstract Heart (A&M 5273)
- 1992: Midnight Sun (A&M 5391)
- 1996: Second Wind (Almo Sounds 80005)
- 1997: Passion Dance (Almo Sounds 80014)
- 1999: Colors (Almo Sounds 80025)
- 2011: I Feel You (mit Lani Hall, Concord Jazz 32757)
- 2013: Steppin’ Out (mit Lani Hall, Shout! Factory 14605, Grammy Best Pop Instrumental Album)
- 2015: Come Fly with Me (Herb Alpert Presents 001)
- 2016: Human Nature (Herb Alpert Presents 002)
- 2022: Sunny Side of the Street

### Kompilationen
| Jahr | Titel Musiklabel Katalog-Nr.                            | Höchstplatzierung, Gesamtwochen, AuszeichnungChartplatzierungen (Jahr, Titel, Musiklabel Katalog-Nr., Platzierungen, Wochen, Auszeichnungen, Anmerkungen) | Höchstplatzierung, Gesamtwochen, AuszeichnungChartplatzierungen (Jahr, Titel, Musiklabel Katalog-Nr., Platzierungen, Wochen, Auszeichnungen, Anmerkungen) | Höchstplatzierung, Gesamtwochen, AuszeichnungChartplatzierungen (Jahr, Titel, Musiklabel Katalog-Nr., Platzierungen, Wochen, Auszeichnungen, Anmerkungen) | Höchstplatzierung, Gesamtwochen, AuszeichnungChartplatzierungen (Jahr, Titel, Musiklabel Katalog-Nr., Platzierungen, Wochen, Auszeichnungen, Anmerkungen) | Höchstplatzierung, Gesamtwochen, AuszeichnungChartplatzierungen (Jahr, Titel, Musiklabel Katalog-Nr., Platzierungen, Wochen, Auszeichnungen, Anmerkungen) | Anmerkungen                                                            |
| Jahr | Titel Musiklabel Katalog-Nr.                            | DE | AT | UK | US | R&B | Anmerkungen                                                            |
| ---- | ------------------------------------------------------- | --- | --- | --- | --- | --- | ---------------------------------------------------------------------- |
| 1970 | Greatest Hits A&M 4245                                  | — | — | — | US43 Gold · (32 Wo.)US | — | Erstveröffentlichung: März 1970 mit The Tijuana Brass                  |
| 1970 | Greatest Hits: Sixteen Great Titles A&M 980             | — | — | UK8 (27 Wo.)UK | — | — | Erstveröffentlichung: Mai 1970 mit The Tijuana Brass                   |
| 1970 | Down Mexico Way A&M 974                                 | — | — | UK64 (1 Wo.)UK | — | — | Erstveröffentlichung: Juni 1970 mit The Tijuana Brass                  |
| 1971 | America A&M 1000                                        | — | — | UK45 (1 Wo.)UK | — | — | Erstveröffentlichung: Oktober 1971 mit The Tijuana Brass               |
| 1972 | Solid Bras: Greatest Hits A&M 4341                      | — | — | — | US135 (8 Wo.)US | — | Erstveröffentlichung: Juni 1972 mit The Tijuana Brass                  |
| 1973 | Foursider A&M 3521                                      | — | — | — | US196 (4 Wo.)US | — | Erstveröffentlichung: November 1973 Doppelalbum; mit The Tijuana Brass |
| 1977 | 40 Greatest K-tel 1005                                  | — | — | UK45 (2 Wo.)UK | — | — | Erstveröffentlichung: November 1977 Doppelalbum; mit The Tijuana Brass |
| 1980 | Goldener Trompetensound: Die 20 größten Erfolge A&M TV1 | DE6 (10 Wo.)DE | — | — | — | — | Erstveröffentlichung: Februar 1980 mit The Tijuana Brass               |
| 1991 | The Very Best of Herb Alpert A&M 397 165                | — | — | UK34 Silber · (3 Wo.)UK | — | — | Erstveröffentlichung: September 1991                                   |
| 2014 | In the Mood Shout! Factory LLC 15533                    | — | — | — | US172 (1 Wo.)US | — | Erstveröffentlichung: Juli 2014                                        |

Weitere Kompilationen
- 1963: Sounds of Tijuana (Stateside 10193)
- 1966: The Herb Alpert Dance Party Spectacular (A&M 2006)
- 1978: Herb Alpert & His Friends (Box mit 8 LPs, UK: Platin)
- 1987: Classics Volume 20 (US) / Street Life (DE)
- 2001: Definitive Hits (A&M 490 886)

## Singles
| Jahr | Titel Album                                       | Höchstplatzierung, Gesamtwochen, AuszeichnungChartplatzierungen (Jahr, Titel, Album, Platzierungen, Wochen, Auszeichnungen, Anmerkungen) | Höchstplatzierung, Gesamtwochen, AuszeichnungChartplatzierungen (Jahr, Titel, Album, Platzierungen, Wochen, Auszeichnungen, Anmerkungen) | Höchstplatzierung, Gesamtwochen, AuszeichnungChartplatzierungen (Jahr, Titel, Album, Platzierungen, Wochen, Auszeichnungen, Anmerkungen) | Höchstplatzierung, Gesamtwochen, AuszeichnungChartplatzierungen (Jahr, Titel, Album, Platzierungen, Wochen, Auszeichnungen, Anmerkungen) | Höchstplatzierung, Gesamtwochen, AuszeichnungChartplatzierungen (Jahr, Titel, Album, Platzierungen, Wochen, Auszeichnungen, Anmerkungen) | Höchstplatzierung, Gesamtwochen, AuszeichnungChartplatzierungen (Jahr, Titel, Album, Platzierungen, Wochen, Auszeichnungen, Anmerkungen) | Anmerkungen |
| Jahr | Titel Album                                       | DE | CH | UK | US | R&B | Dance | Anmerkungen |
| ---- | ------------------------------------------------- | --- | --- | --- | --- | --- | --- | --- |
| 1962 | The Lonely Bull (El solo torro) The Lonely Bull   | — | — | UK22 (9 Wo.)UK | US6 (14 Wo.)US | — | — | Erstveröffentlichung: Oktober 1962 The Tijuana Brass feat. Herb Alpert Autor: Sol Lake |
| 1963 | Marching Thru Madrid Volume 2                     | — | — | — | US96 (1 Wo.)US | — | — | Erstveröffentlichung: Februar 1963 als Herb Alpert’s Tijuana Brass Autor: Sol Lake |
| 1964 | Mexican Drummer Man Sounds of Tijuana             | — | — | — | US77 (5 Wo.)US | — | — | Erstveröffentlichung: Februar 1964 als Herb Alpert’s Tijuana Brass Autor: Scott Turner |
| 1964 | The Mexican Shuffle South of the Border           | — | — | — | US85 (5 Wo.)US | — | — | Erstveröffentlichung: Mai 1964 als Herb Alpert’s Tijuana Brass Autor: Sol Lake |
| 1965 | Whipped Cream Whipped Cream & Other Delights      | — | — | — | US68 (10 Wo.)US | — | — | Erstveröffentlichung: Februar 1965 als Herb Alpert’s Tijuana Brass Autor: Naomi Neville |
| 1965 | 3rd Man Theme !!Going Places!!                    | — | — | — | US47 (6 Wo.)US | — | — | B-Seite von Taste of Honey mit The Tijuana Brass Autor: Anton Karas Original: Anton Karas – The “Harry Lime” Theme , 1949                                                                                       |
| 1965 | Taste of Honey Whipped Cream & Other Delights     | DE29 (6 Wo.)DE | — | — | US7 (16 Wo.)US | — | — | Erstveröffentlichung: August 1965 mit The Tijuana Brass 3 Grammys: Single des Jahres, Pop Instrumental und Bestes Instrumentalarrangement Autoren: Bobby Scott, Ric Marlow Original: Billy Dee Williams, 1960   |
| 1965 | Spanish Flea! !!Going Places!!                    | DE26 (2 Wo.)DE | — | UK3 (20 Wo.)UK | US27 (7 Wo.)US | — | — | Erstveröffentlichung: 19. November 1965 mit The Tijuana Brass Autor: Julius Wechter |
| 1965 | Tijuana Taxi !!Going Places!!                     | — | — | UK37 (4 Wo.)UK | US38 (8 Wo.)US | — | — | Erstveröffentlichung: Dezember 1965 mit The Tijuana Brass Autor: Ervan Coleman |
| 1965 | Zorba the Greek !!Going Places!!                  | — | — | — | US11 (12 Wo.)US | — | — | Erstveröffentlichung: Dezember 1965 mit The Tijuana Brass Autor: Mikis Theodorakis Original: Mikis Theodorakis – Zorba’s Dance, 1964                                                                            |
| 1966 | What Now My Love                                  | — | — | — | US24 (8 Wo.)US | — | — | Erstveröffentlichung: Februar 1966 mit The Tijuana Brass 2 Grammys: Pop Instrumental und Bestes Instrumentalarrangement, Autoren: Pierre Delanoë, Gilbert Bécaud Original: Gilbert Bécaud – Et maintenant, 1961 |
| 1966 | The Work Song S. R. O.                            | — | — | — | US18 (6 Wo.)US | — | — | Erstveröffentlichung: Juni 1966 mit The Tijuana Brass engl. Text: Oscar Brown, Jr. Musik und Original: Nat Adderley (Instrumental), 1960                                                                        |
| 1966 | Flamingo S. R. O.                                 | — | — | — | US28 (6 Wo.)US | — | — | Erstveröffentlichung: August 1966 mit The Tijuana Brass Autoren: Edmund Anderson, Ted Grouya Original: Duke Ellington Orchestra mit Herb Jeffries, 1941                                                         |
| 1966 | Mame S. R. O.                                     | — | — | — | US19 (8 Wo.)US | — | — | Erstveröffentlichung: November 1966 mit The Tijuana Brass Autor: Jerry Herman Original: Charles Braswell, 1966                                                                                                  |
| 1967 | Wade in the Water Sounds Like …                   | — | — | — | US37 (5 Wo.)US | — | — | Erstveröffentlichung: Februar 1967 mit The Tijuana Brass Autoren: Herb Alpert, Bob Edmondson, John Pisano |
| 1967 | Casino Royale Sounds Like …                       | — | — | UK27 (14 Wo.)UK | US27 (9 Wo.)US | — | — | Erstveröffentlichung: März 1967 mit The Tijuana Brass Autoren: Burt Bacharach, Hal David |
| 1967 | The Happening Herb Alpert’s Ninth                 | — | — | — | US32 (5 Wo.)US | — | — | Erstveröffentlichung: Juni 1967 mit The Tijuana Brass Autoren: Holland–Dozier–Holland, Frank De Vol Original: The Supremes, 1967                                                                                |
| 1967 | A Banda (Ah Bahn-da) Herb Alpert’s Ninth          | DE22 (2 Wo.)DE | — | — | US35 (6 Wo.)US | — | — | Erstveröffentlichung: August 1967 mit The Tijuana Brass Autor und Original: Chico Buarque, 1966 |
| 1968 | Carmen Herb Alpert’s Ninth                        | — | — | — | US51 (6 Wo.)US | — | — | Erstveröffentlichung: Januar 1968 mit The Tijuana Brass Adaption: Herb Alpert, Peter Matz |
| 1968 | Cabaret The Beat of the Brass                     | — | — | — | US72 (6 Wo.)US | — | — | Erstveröffentlichung: April 1968 mit The Tijuana Brass Autoren: John Kander, Fred Ebb Original: Jill Haworth, 1966                                                                                              |
| 1968 | This Guy’s in Love with You The Beat of the Brass | DE37 (6 Wo.)DE | — | UK3 (19 Wo.)UK | US1 Gold · (14 Wo.)US | — | — | Erstveröffentlichung: Mai 1968 mit The Tijuana Brass Autoren: Burt Bacharach, Hal David |
| 1968 | To Wait for Love Warm                             | — | — | — | US51 (6 Wo.)US | — | — | Erstveröffentlichung: August 1968 Autoren: Burt Bacharach, Hal David Original: Jay & the Americans, 1964 |
| 1968 | My Favorite Things Christmas Album                | — | — | — | US45 (6 Wo.)US | — | — | Erstveröffentlichung: November 1968 mit The Tijuana Brass Autoren: Richard Rodgers, Oscar Hammerstein Original: Mary Martin & Patricia Neway, 1959                                                              |
| 1969 | Zazueira (Za-zoo-wheŕ-a) Warm                     | — | — | — | US78 (5 Wo.)US | — | — | Erstveröffentlichung: März 1969 mit The Tijuana Brass Autor: Jorge Ben |
| 1969 | Without Her Warm                                  | — | — | UK36 (5 Wo.)UK | US63 (6 Wo.)US | — | — | Erstveröffentlichung: Mai 1969 mit The Tijuana Brass Autor und Original: Harry Nilsson, 1967 |
| 1970 | Jerusalem Summertime                              | DE43 (2 Wo.)DE | — | UK42 (3 Wo.)UK | US74 (4 Wo.)US | — | — | Erstveröffentlichung: September 1970 mit The Tijuana Brass Autor: Herb Alpert |
| 1973 | Last Tango in Paris You Smile: The Song Begins    | — | — | — | US77 (8 Wo.)US | — | — | Erstveröffentlichung: März 1973 mit The TJB Saiteninstrumente: Quincy Jones Autor und Original: Gato Barbieri, 1972                                                                                             |
| 1974 | Fox Hunt You Smile: The Song Begins               | — | — | — | US84 (6 Wo.)US | — | — | Erstveröffentlichung: April 1974 mit The TJB Autor: Herb Alpert |
| 1978 | Skokiaan Herb Albert + Hugh Masekela              | — | — | — | — | R&B87 (5 Wo.)R&B | — | Erstveröffentlichung: April 1978 mit Hugh Masekela Autor: August Msarurgwa Original: The African Dance Band of the Cold Storage Commission of Southern Rhodesia, 1947                                           |
| 1979 | Rise                                              | — | — | UK13 (13 Wo.)UK | US1 Gold · (25 Wo.)US | R&B4 (22 Wo.)R&B | Dance17 (19 Wo.)Dance | Erstveröffentlichung: Juni 1979 Grammy (Pop Instrumental) Autoren: Andy Armer, Randy Badazz |
| 1979 | Rotation Rise                                     | — | — | UK46 (3 Wo.)UK | US30 (13 Wo.)US | R&B20 (14 Wo.)R&B | Dance45 (10 Wo.)Dance | Erstveröffentlichung: November 1979 Autoren: Andy Armer, Randy Badazz |
| 1980 | Street Life Rise                                  | — | — | — | — | R&B65 (6 Wo.)R&B | — | Erstveröffentlichung: März 1980 Autoren: Joe Sample, Will Jennings Original: The Crusaders, 1979 |
| 1980 | Beyond                                            | — | — | — | US50 (8 Wo.)US | R&B44 (8 Wo.)R&B | Dance53 (9 Wo.)Dance | Erstveröffentlichung: Juni 1980 Autor: Richard Hewson |
| 1980 | Kamali Beyond                                     | — | — | — | — | R&B64 (7 Wo.)R&B | — | Erstveröffentlichung: September 1980 Autor: Dana Barry |
| 1981 | Magic Man                                         | — | — | — | US79 (5 Wo.)US | R&B37 (10 Wo.)R&B | — | Erstveröffentlichung: August 1981 Autoren: Herb Alpert, Melvin Ragin, Michael Stokes |
| 1981 | Manhattan Melody Magic Man                        | — | — | — | — | R&B74 (5 Wo.)R&B | — | Erstveröffentlichung: Oktober 1981 Autoren: Herb Alpert, Michel Colombier, Michael Stokes |
| 1982 | Route 101 Fandango                                | — | — | — | US37 (10 Wo.)US | — | — | Erstveröffentlichung: Juni 1982 Autor: Juan Carlos Calderon |
| 1983 | Garden Party Blow Your Own Horn                   | — | — | — | US81 (4 Wo.)US | R&B77 (5 Wo.)R&B | — | Erstveröffentlichung: Juli 1983 Autor: Eyþór Gunnarsson Original: Mezzoforte, 1982 |
| 1983 | Red Hot Blow Your Own Horn                        | — | — | — | US77 (5 Wo.)US | — | — | Erstveröffentlichung: Oktober 1983 Autor: Howard Massey |
| 1984 | Bullish                                           | — | — | — | US90 (2 Wo.)US | R&B52 (10 Wo.)R&B | Dance54 (4 Wo.)Dance | Erstveröffentlichung: Juli 1984 als Herb Alpert Tijuana Brass Autor: Jimmie Cameron |
| 1985 | “8” Ball Wild Romance                             | — | — | — | — | R&B73 (7 Wo.)R&B | — | Erstveröffentlichung: Juli 1985 Autoren: Herb Alpert, John Barnes, Romeo Williams |
| 1987 | Keep Your Eye on Me                               | — | — | UK19 (9 Wo.)UK | US46 (10 Wo.)US | R&B3 (14 Wo.)R&B | Dance3 (10 Wo.)Dance | Erstveröffentlichung: Februar 1987 Gesang: Jerome Benton, Lisa Keith Autoren: Jimmy Jam, Terry Lewis |
| 1987 | Diamonds Keep Your Eye on Me                      | DE15 (12 Wo.)DE | CH23 (3 Wo.)CH | UK27 (7 Wo.)UK | US5 (19 Wo.)US | R&B1 (15 Wo.)R&B | Dance1 (9 Wo.)Dance | Erstveröffentlichung: März 1987 Gesang: Janet Jackson, Lisa Keith Autoren: Jimmy Jam, Terry Lewis |
| 1987 | Making Love in the Rain Keep Your Eye on Me       | — | — | UK87 (2 Wo.)UK | US35 (14 Wo.)US | R&B7 (13 Wo.)R&B | — | Erstveröffentlichung: Juni 1987 Gesang: Lisa Keith, Terry Lewis Autoren: Jimmy Jam, Terry Lewis |
| 1989 | 3 O’Clock Jump My Abstract Heart                  | — | — | — | — | R&B59 (8 Wo.)R&B | — | Erstveröffentlichung: September 1989 Autoren: Eddie del Barrio, Herb Alpert, Shorty Rogers |
| 1991 | North on South St.                                | — | — | — | — | R&B40 (11 Wo.)R&B | — | Erstveröffentlichung: Februar 1991 Autoren: Greg Smith, Herb Alpert |

grau schraffiert: keine Chartdaten aus diesem Jahr verfügbar
Weitere Singles
- 1958: The Trial (als Herb B. Lou and the Legal Eagles)
- 1959: Sweet Georgia Brown (als Herbie Alpert and His Quartet)
- 1959: Summer School (als Herbie Alpert and His Quartet)
- 1960: Finders Keepers (als Herbie Alpert)
- 1961: Gonna Get a Girl (als Dore Alpert)
- 1962: Little Lost Lover (als Dore Alpert)
- 1962: Tell It to the Birds (als Dore Alpert)
- 1963: Mexican Corn (als Herb Alpert’s Tijuana Brass)
- 1963: Dina (als Dore Alpert)>
- 1963: Spanish Harlem (als Herb Alpert’s Tijuana Brass)
- 1964: I’d Do It All Again (als Dore Alpert)
- 1964: El Presidente (als Herb Alpert’s Tijuana Brass)
- 1964: South of the Border (Down Mexico Way) (als Herb Alpert’s Tijuana Brass)
- 1965: Mae (mit The Tijuana Brass)
- 1969: Monday, Monday (mit The Tijuana Brass)
- 1969: Ob-La-Di, Ob-La-Da (mit The Tijuana Brass)
- 1969: Marjorine (mit The Tijuana Brass)
- 1969: You Are My Life (mit The Tijuana Brass)
- 1970: The Maltese Melody (mit The Tijuana Brass)
- 1970: Love Potion #9 (mit The Tijuana Brass)
- 1970: The Bell That Couldn’t Jingle (mit The Tijuana Brass)
- 1971: Summertime (mit The Tijuana Brass)
- 1971: Darlin’ (mit The Tijuana Brass)
- 1974: Save the Sunlight (mit The TJB feat. Lani Hall)
- 1974: I Belong (mit The TJB)
- 1975: Coney Island (mit The TJB)
- 1975: El bimbo (mit The TJB)
- 1975: Whistle Song (Whistlestar) (mit The TJB)
- 1976: Promenade
- 1977: African Summer
- 1978: Lobo (mit Hugh Masekela)
- 1978: Foreign Natives (mit Hugh Masekela)
- 1980: The Continental
- 1981: Come What May (Lani Hall feat. Herb Alpert)
- 1982: Fandango
- 1983: Love Me the Way I Am (Quiereme tal como soy)
- 1984: Oriental Eyes
- 1984: Come What May (Lani Hall mit Herb Alpert)
- 1984: Struttin’ on Five (als Herb Alpert Tijuana Brass)
- 1985: African Flame
- 1985: You Are the One (feat. Brenda Russell)
- 1987: Our Song
- 1988: Need You (Remix)
- 1991: Jump Street (feat. Yvonne de la Vega)
- 1997: Beba
- 2012: One More / Steppin’ (Willi Williams mit Herb Alpert)

## Statistik

### Chartauswertung
|                     | DE     | AT    | UK     | US     | R&B     |
| ------------------- | ------ | ----- | ------ | ------ | ------- |
| Nummer-eins-Alben   | DE—DE  | AT—AT | UK—UK  | US5US  | R&B—R&B |
| Top-10-Alben        | DE3DE  | AT—AT | UK4UK  | US10US | R&B2R&B |
| Alben in den Charts | DE10DE | AT1AT | UK16UK | US28US | R&B7R&B |

|                       | DE    | CH    | UK     | US     | R&B      | Dance       |
| --------------------- | ----- | ----- | ------ | ------ | -------- | ----------- |
| Nummer-eins-Singles   | DE—DE | CH—CH | UK—UK  | US2US  | R&B1R&B  | Dance1Dance |
| Top-10-Singles        | DE—DE | CH—CH | UK2UK  | US5US  | R&B4R&B  | Dance2Dance |
| Singles in den Charts | DE6DE | CH1CH | UK12UK | US39US | R&B16R&B | Dance6Dance |

### Auszeichnungen für Musikverkäufe
| Goldene Schallplatte - Kanada - 1980: für das Album Rise - Neuseeland - 1980: für das Album Rise |

Anmerkung: Auszeichnungen in Ländern aus den Charttabellen bzw. Chartboxen sind in ebendiesen zu finden.
| Land/RegionAuszeichnungen für Musikverkäufe (Land/Region, Auszeichnungen, Verkäufe, Quellen) | Silber     | Gold       | Platin     | Verkäufe  | Quellen         |
| -------------------------------------------------------------------------------------------- | ---------- | ---------- | ---------- | --------- | --------------- |
| Kanada (MC)                                                                                  | —          | Gold1      | —          | 50.000    | musiccanada.com |
| Neuseeland (RMNZ)                                                                            | —          | Gold1      | —          | 10.000    | Einzelnachweise |
| Vereinigte Staaten (RIAA)                                                                    | —          | 16× Gold16 | Platin1    | 9.500.000 | riaa.com        |
| Vereinigtes Königreich (BPI)                                                                 | 2× Silber2 | —          | Platin1    | 420.000   | bpi.co.uk       |
| Insgesamt                                                                                    | 2× Silber2 | 18× Gold18 | 2× Platin2 |           |                 |